# Avex Trax
Avex Trax (エイベックス トラックス Eibekkusu Torakkusu) (cách điệu là avex trax) là một hãng thu âm thuộc sở hữu của tập đoàn giải trí Nhật Bản Avex Group. Nhãn hiệu được giới thiệu vào tháng 9 năm 1990, và là nhãn hiệu đầu tiên của Tập đoàn.

## Nghệ sĩ

### Nghệ sĩ trong nước
- AAA (2005-2020)
- Ai Otsuka (2003-2010; 2013-)
- Namie Amuro (1995-2018; giải nghệ)
- Do As Infinity (1999-2005; 2008-)
- Every Little Thing,
- Gackt
- Girl Next Door[2] (2008-2013)

- KEIKO (2020-)
- moumoon (2007-2020)
- Ayumi Hamasaki　[3] (1998-)
- Chiaki Ito (2018-)
- Seikima-II, DREAM5, S2nd và Tokyo Girls' Style,[4]

### Nghệ sĩ nước ngoài
- BoA
- TVXQ
- Super Junior
- EXO,
- IKON
- f(x) (2015-2016)
- After School
- O-Zone,[5]

- U-KISS (2011-2022)
- Lights Over Paris
- Red Velvet (2018-)